# Camerano
Camerano település Olaszországban, Marche régióban, Ancona megyében. Lakosainak száma 7084 fő (2023. január 1.).

## Fekvése
Camerano Ancona, Castelfidardo, Osimo és Sirolo községekkel határos.

## Népesség
A település népessége az elmúlt években az alábbi módon változott:

| 2018 | 7 218 |
| 2023 | 7 084 |